# Кутейкин, Андрей Васильевич
Андре́й Васи́льевич Куте́йкин (род. 30 сентября 1984, Вольск, Саратовская область) — российский хоккеист, защитник.
Двукратный обладатель Кубка Гагарина в составе «Салавата Юлаева» (2011) и СКА (2015).

## Биография
Хоккеем начал заниматься в Вольске Саратовской области.
Первым клубом в профессиональной карьере стал саратовский «Кристалл».
Сезон 2006/07 хоккеист провёл не менее уверенно, а через год завоевал свой первый в карьере титул — чемпиона России. Благодаря своей уверенной игре Кутейкин стал рассматриваться как один из основных претендентов на участие в чемпионате мира 2008 года. В основной состав победившей на турнире команды Андрей пробиться не сумел. В сезоне 2012/13 о подписании Андрея Кутейкина сообщил хоккейный клуб СКА.
В регулярном чемпионате сезона 2013/2014 провёл на льду 30 игр, заработав пять очков (1+4), в плей-офф провёл одну не результативную игру. В сезоне 2014/2015 суммарно провёл 68 игр, в регулярном чемпионате забросив 11 шайб и сделав 13 результативных передач, а в плей-офф — забросив одну шайбу и сделав две передачи. В сезоне 2015/2016 провёл 38 игр за питерское СКА, всего забросив шесть шайб и оформив восемь передач.
Сезон 2016/2017 Кутейкин провёл сначала в омском «Авангарде» (20 игр, одна шайба и пять передач), а после в стане московского «Динамо»: в 22 играх в регулярном чемпионате забросил четыре шайбы, сделал пять передач, в плей-офф — 10 игр, три шайбы и одна передача.
Сезон 2017/18 провёл в московском «Динамо», сыграв 50 матчей, в которых набрал 15 очков (5+10).
Перед сезоном 2018/19 перешёл в московский «Спартак». В сезоне 2019/20 был капитаном команды. 30 апреля 2021 года в связи с истечением контракта покинул «Спартак». Всего за «Спартак» провёл 107 матчей, набрав 38 очков (13 голов, 25 передач).
Всего в КХЛ провёл 511 матчей, в которых набрал 183 очка (66 голов, 117 передач).
В июне 2023 года начал тренерскую карьеру, заняв должность тренера по развитию игроков в штабе Алексея Жамнова в московском «Спартаке».

## Игровые качества
Известен как мастер бросков из средней зоны — неоднократно забивал шайбы таким образом. В 2000-х годах забивал издали «Авангарду» и ХК МВД. В сезоне 2010/11 забросил в ворота «Авангарда» из своей зоны. В плей-офф сезона 2016/17 в составе московского «Динамо» все три шайбы забросил сверхдальними бросками: одну в ворота нижегородского «Торпедо» и две в ворота СКА в двух матчах подряд. 22 октября 2018 года забил своему бывшему клубу «Динамо» за «Спартак» броском со своей половины площадки. 1 октября 2020 года забил шайбу в ворота голкипера ЦСКА Александра Шарыченкова броском из своей зоны.
Сам Кутейкин в 2017 году так объяснял свои голы с дальней дистанции:
«На самом деле по-разному бывает. Без фарта, тоже не обходится. Но при этом я стараюсь бросать всегда по воротам. Целюсь или вратарю между ног, или под клюшечку. Поэтому тут все вместе, в совокупности»

## Достижения
- Обладатель Кубка Гагарина (2): 2010/11, 2014/15
- Чемпион России (3): 2008, 2011, 2015

## Статистика выступлений
| 2004/05     | Салават Юлаев | ПХЛ         | 15  | 2  | 5  | 7   | 12  |    |   |    |    |    |
| 2005/06     | Салават Юлаев | ПХЛ         | 49  | 9  | 13 | 22  | 74  | 6  | 1 | 4  | 5  | 10 |
| 2006/07     | Салават Юлаев | ПХЛ         | 42  | 6  | 12 | 18  | 96  |    |   |    |    |    |
| 2007/08     | Салават Юлаев | ПХЛ         | 50  | 8  | 10 | 18  | 38  | 15 | 1 | 6  | 7  | 61 |
| 2008/09     | Салават Юлаев | КХЛ         | 35  | 6  | 10 | 16  | 49  | 4  | 1 | 0  | 1  | 0  |
| 2009/10     | Салават Юлаев | КХЛ         | 24  | 2  | 7  | 9   | 16  | 5  | 0 | 1  | 1  | 6  |
| 2010/11     | Салават Юлаев | КХЛ         | 39  | 6  | 14 | 20  | 58  | 17 | 3 | 2  | 5  | 16 |
| 2011/12     | Салават Юлаев | КХЛ         | 33  | 1  | 9  | 10  | 26  | -  | - | -  | -  | -  |
| 2012/13     | Салават Юлаев | КХЛ         | 7   | 2  | 1  | 3   | 2   | 1  | 0 | 0  | 0  | 0  |
| 2013/14     | СКА           | КХЛ         | 30  | 1  | 4  | 5   | 12  | 1  | 0 | 0  | 0  | 0  |
| 2014/15     | СКА           | КХЛ         | 52  | 11 | 13 | 24  | 30  | 16 | 1 | 2  | 3  | 6  |
| 2015/16     | СКА           | КХЛ         | 29  | 6  | 6  | 12  | 18  | 9  | 0 | 2  | 2  | 2  |
| 2016/17     | Авангард      | КХЛ         | 20  | 1  | 5  | 6   | 6   | —  | — | —  | —  | —  |
| 2016/17     | Динамо М      | КХЛ         | 22  | 4  | 5  | 9   | 14  | 10 | 3 | 1  | 4  | 27 |
| 2017/18     | Динамо М      | КХЛ         | 50  | 5  | 10 | 15  | 41  | —  | — | —  | —  | —  |
| 2018/19     | Спартак       | КХЛ         |     |    |    |     |     |    |   |    |    |    |
| Всего в ПХЛ | Всего в ПХЛ   | Всего в ПХЛ | 156 | 25 | 40 | 65  | 220 | 21 | 2 | 10 | 12 | 71 |
| Всего в КХЛ | Всего в КХЛ   | Всего в КХЛ | 341 | 45 | 84 | 129 | 272 | 63 | 8 | 8  | 16 | 57 |